# Hyphessobrycon tortuguerae
Hyphessobrycon tortuguerae es una especie de pez de la familia Characidae en el orden de los Characiformes.

## Morfología
Los machos pueden llegar alcanzar los 3,9 cm de longitud total.

## Alimentación
Come insectos.

## Hábitat
Vive en zonas de clima tropical entre 24 °C - 30 °C de temperatura.

## Distribución geográfica
Se encuentran en Centroamérica: vertiente atlántica entre el río Patuca (Honduras) y los ríos río San Juan y  Tortuguero  (norte de Costa Rica).